# 遠野蔵の道ギャラリー

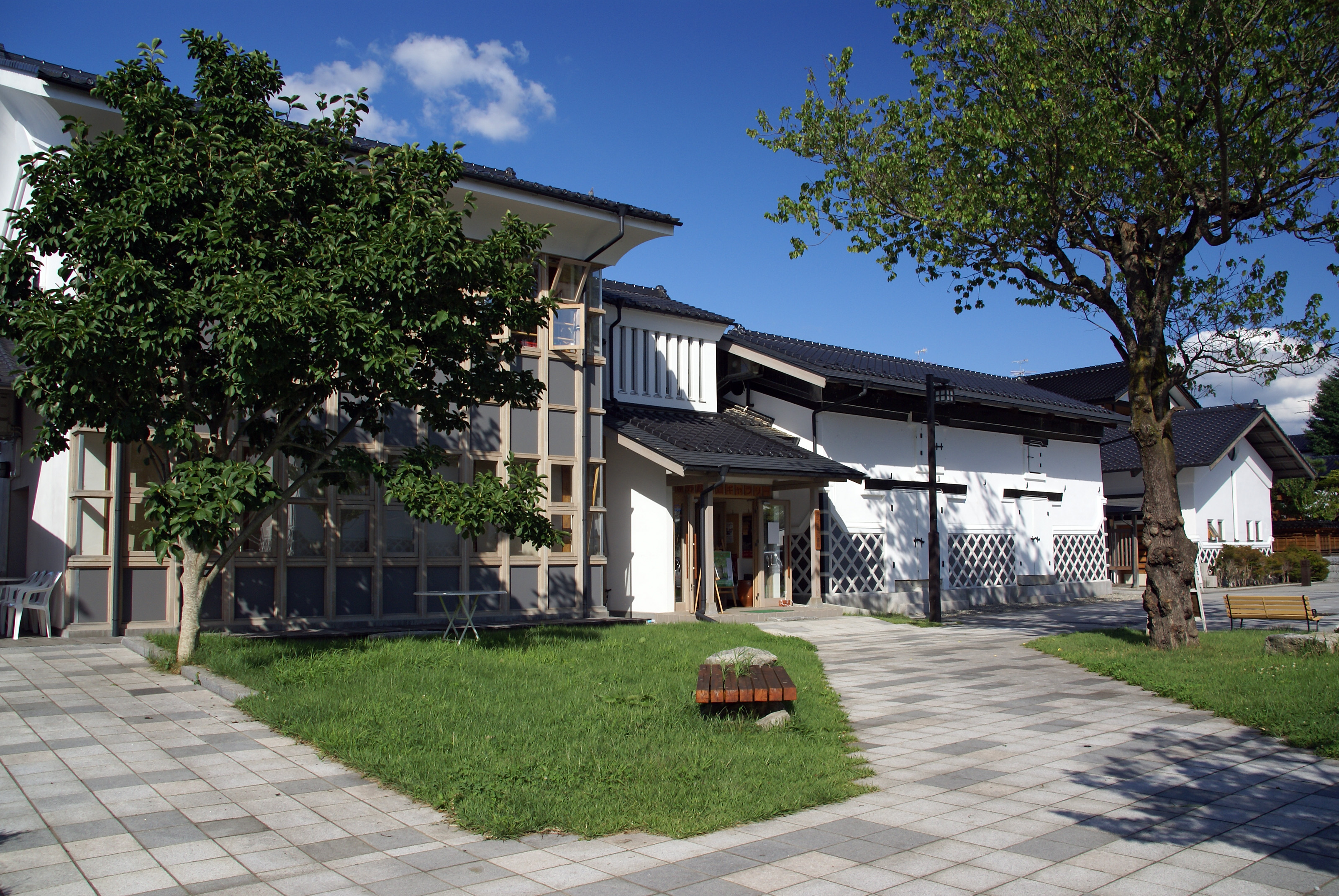
正面

遠野蔵の道ギャラリー（とおのくらのみちギャラリー）は岩手県遠野市にある博物館。古建築の蔵を再生し、施設として使用する。遠野地域の芸術文化を育み、情報発信の基地としての役割を担う。

## 施設
- 市民ギャラリー - レンタルスペース
- 創作活動室 - レンタルスペース
- あちっく - 蔵の屋根裏を活用した展示室。昭和30年代以降の映画ポスターや昭和前期のブリキの玩具を展示。
- こどものへや「遊」
- おもちゃ図書館
- ミュージアムショップ

## 利用情報
- 開館時間 - 9:00〜17:00
- 休館日 - 月末日、年末年始、11月〜3月までの月曜日
- 入館無料
- TEL-0198-62-2680

## 交通アクセス
- 釜石線 遠野駅 徒歩5分

## 周辺情報
- 遠野城下町資料館
- とおの昔話村